# Tekken 6: Bloodline Rebellion
Tekken 6: Bloodline Rebellion és l'actualització de Tekken 6 de la saga de videojocs, del gènere de lluita, Tekken. Va ser llançat únicament a les màquines arcade el 18 de desembre de 2008 al Japó.